# Kingdom Centre
Бурдж Аль-Мамляка (араб. برج المملكة‎, англ. Kingdom Centre, рус. Центр Королевства) — 99-этажный небоскрёб, находящийся в столице Саудовской Аравии — Эр-Рияде. По состоянию на 2015 год является четвёртым по высоте зданием королевства, 87-м по высоте в Азии и 115-м по высоте в мире. Строительство началось в 1999 году, закончилось — в 2002 году. В том же году он получил приз «Emporis Skyscraper Award», за великолепный дизайн и функциональность. В небоскрёбе размещены магазины, обсерватория на высоте 297 метров, апартаменты, офисы, отель Four Seasons и даже мечеть.
Архитектурный проект разработан американской компанией Ellerbe Becket. Kingdom Centre является штаб-квартирой компании, принадлежащей саудовскому принцу (Kingdom Holding Company). Его стоимость составляет 1 717 млн саудовских риалов (€ 385 млн.). В 2002 году Kingdom Centre стал лауреатом премии Emporis в номинации «Лучший дизайн небоскреба в мире».